# Melrose Rugby Football Club
Il Melrose Rugby Football Club è una squadra scozzese di rugby a 15 che gioca a Melrose, negli Scottish Borders, e disputa la Premiership Division One. Fondato nel 1877, rappresenta uno dei club più antichi al mondo.
Nel 2008 la squadra è stata inserita nella IRB Hall of Fame per il suo contributo storico dato allo sviluppo del rugby.

## Storia
Fondato da ex alunni della George Heriot's School di Edimburgo nel 1877, il Melrose RFC entra a far parte della Scottish Rugby Union nel 1880.
Melrose è famosa anche per avere praticamente inventato la variante del rugby a 7. Nel 1883 il club ha infatti organizzato il primo torneo di rugby a 7 della storia (il Melrose Sevens), grazie al genio del macellaio Ned Haig che ebbe questa idea. Anche Ned Haig è stato inserito nel 2008 nella IRB Hall of Fame insieme al Melrose RFC.
Tra i giocatori famosi del Melrose RFC che hanno vestito la maglia della nazionale scozzese figurano Craig Chalmers, Keith Robertson, Frank Laidlaw e Jim Telfer.

## Palmarès
- Campionati scozzesi: 8
1989-90, 1991-92, 1992-93, 1993-94, 1995-96, 1996-97, 2010-11, 2011-12
- Coppe di Scozia: 1
2002-03